# União Harmonia Futebol Clube
O União Harmonia Futebol Clube é um clube brasileiro de futebol, situado no bairro Harmonia, na cidade de Canoas, fundado em 23 de maio de 1954.
Até 2019 disputava apenas torneios amadores. Após um convite do então presidente da Federação Gaúcha de Futebol, Francisco Noveletto, o clube opta por profissionalizar-se, disputando o Campeonato Gaúcho nas categorias sub-15, 17, 19 e 20. Pela Copa Seu Verardi, a equipe realizou a estreia como clube profissional.